# Site canadien des Pingos
Le site canadien des Pingos est un site naturel d'importance nationale administré par Parcs Canada et diverses organisations autochtones, situé à Tuktoyaktuk, dans les Territoires du Nord-Ouest (Canada), dont le but est de protéger les pingos, mot inuit désignant des collines situées dans les zones de pergélisol et possédant un noyau de glace. Il est aussi un site traditionnel pour la chasse et la pêche fréquenté par les Inuvialuit.

## Histoire

### La création du site

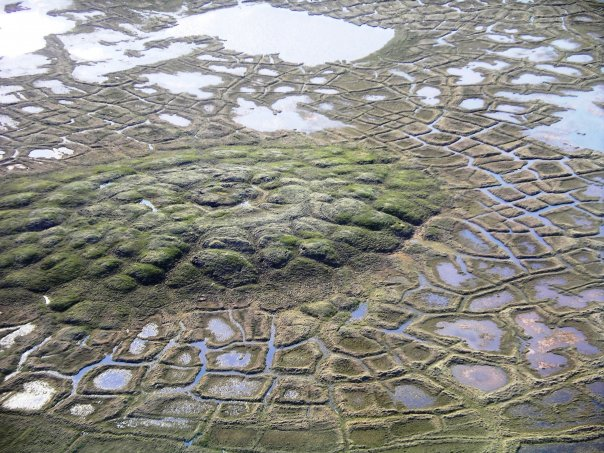
Pingo avec un noyau de glace près de Tuktoyaktuk

Il fut créé en 1978 en tant que site naturel d'importance nationale, inclus dans la Loi sur le règlement des revendications territoriales des Inuvialuit de la région ouest de l'Arctique, ou Convention définitive des Inuvialuit, qui prévoit que le site soit géré selon la loi sur les parcs nationaux du Canada.

## Gestion du site
Le site est géré conjointement par les organisations membres du groupe de travail des pingos (le Comité des chasseurs et des trappeurs de Tuktoyaktuk, la Commission inuvialuit d'administration des terres, le Hameau de Tuktoyaktuk, la Corporation communautaire de Tuktoyaktuk, Parcs Canada et le hameau de Tuktoyaktuk) selon l'entente de principe signée en 2001.

## Caractéristiques

### Pingos
Le site comprend huit pingos, dont le plus haut au Canada, le pingo Ibyuk (49 mètres d'altitude), alors que la région dans laquelle il est situé en comprend 1 350.Les inuvialuit les utilise depuis des siècles afin de se repérer, sur l'eau et sur la terre ferme.

### Faune
La faune du site comprend entre autres les oiseaux aquatiques qui y font une escale lors de leur migration vers les îles arctiques canadiennes. De plus, il est possible d'y observer grizzlis, ours polaires et caribous.

## Installations, services, activités et accès

### Installations et services
Certains services sont disponibles dans la communauté autochtone de Tuktoyaktuk, alors qu'il est possible d'obtenir de l'information sur place.

### Activités
Les activités pouvant être pratiquées au site canadien des pingos comprennent entre autres l'observation de la faune ainsi que le canot.

### Accès
Depuis l'ouverture de la route territoriale 10 (route Dempster) en novembre 2017, le site est accessible par cette route en gravier carrossable toute l'année. La route de glace qui permettait l'accès durant l'hiver est fermée depuis le printemps 2017. L'accès est aussi possible par avion, via l'aéroport de Tuktoyaktuk-James Gruben, situé à 5 kilomètres à l'est du site.